# 二本木町 (碧南市)
二本木町（にほんぎまち）は、愛知県碧南市にある地名。現行行政地名は二本木町一丁目から二本木町五丁目。

## 地理
碧南市東部に位置する。北東は北浦町、南東は旭町、南西は神有町に接する。

## 歴史

### 地名の由来
旧字名に由来する。

### 沿革
- 当地は三河国碧海郡鷲塚村にあった[7]。
- 1906年（明治39年） - 合併に伴い碧海郡旭村大字鷲塚に属する[8]。
- 1948年（昭和23年） - 合併に伴い碧南市大字鷲塚に属する[8]。
- 1974年（昭和49年） - 碧南市大字鷲塚の一部により同市二本木町として成立する[1]。
- 1976年（昭和51年） - 町域の一部が碧南市北浦町に編入される[1]。

## 世帯数と人口
2019年（令和元年）7月31日現在の世帯数と人口は以下の通りである。
| 丁目           | 世帯数  | 人口  |
| -------------- | ------- | ----- |
| 二本木町一丁目 | 19世帯  | 68人  |
| 二本木町二丁目 | 25世帯  | 82人  |
| 二本木町三丁目 | 25世帯  | 63人  |
| 二本木町四丁目 | 29世帯  | 92人  |
| 二本木町五丁目 | 84世帯  | 182人 |
| 計             | 182世帯 | 487人 |

### 人口の変遷
国勢調査による人口の推移
| 1995年（平成7年）  | 463人 | [ 9 ]  |  |
| 2000年（平成12年） | 434人 | [ 10 ] |  |
| 2005年（平成17年） | 424人 | [ 11 ] |  |
| 2010年（平成22年） | 476人 | [ 12 ] |  |
| 2015年（平成27年） | 466人 | [ 13 ] |  |

## 学区
市立小・中学校に通う場合、学区は以下の通りとなる。また、公立高等学校に通う場合の学区は以下の通りとなる。
| 丁目           | 番・番地等 | 小学校             | 中学校           | 高等学校 |
| -------------- | ---------- | ------------------ | ---------------- | -------- |
| 二本木町一丁目 | 全域       | 碧南市立鷲塚小学校 | 碧南市立東中学校 | 三河学区 |
| 二本木町二丁目 | 全域       | 碧南市立鷲塚小学校 | 碧南市立東中学校 | 三河学区 |
| 二本木町三丁目 | 全域       | 碧南市立鷲塚小学校 | 碧南市立東中学校 | 三河学区 |
| 二本木町四丁目 | 全域       | 碧南市立鷲塚小学校 | 碧南市立東中学校 | 三河学区 |
| 二本木町五丁目 | 全域       | 碧南市立鷲塚小学校 | 碧南市立東中学校 | 三河学区 |

## 交通

### 道路
- 愛知県道301号西尾新川港線

## 施設
- 碧南市第二配水塔[6]北緯34度53分28.2秒 東経137度0分54.9秒 / 北緯34.891167度 東経137.015250度
- 広藤園（広の長藤）[6]
- 真宗大谷派善門寺[6]北緯34度53分27.5秒 東経137度0分48.3秒 / 北緯34.890972度 東経137.013417度
- 浄土真宗本願寺派常照寺[8]北緯34度53分29.9秒 東経137度0分45秒 / 北緯34.891639度 東経137.01250度

## その他

### 日本郵便
- 郵便番号 : 447-0029[4]（集配局：碧南郵便局[16]）。